# Muscle transverse du périnée
Les muscles transverses du périnée se composent de deux muscles :
- le muscle transverse superficiel du périnée.
- le muscle transverse profond du périnée.